# Pontedecimo-Giovi
La Pontedecimo-Giovi è stata una corsa automobilistica di velocità su strada in salita.

## Albo d'oro
Elenco dei vincitori della corsa.
| Anno | Pilota                            | Vettura       |
| ---- | --------------------------------- | ------------- |
| 1922 | Armando Rabagliati                | Hispano-Suiza |
| 1923 | Aymo Maggi                        | Chiribiri     |
| 1924 | Alete Marconcini                  | Chiribiri     |
| 1925 | Cesare Barbano                    | Alfa Romeo    |
| 1926 | Federico Valpreda                 | Chiribiri     |
| 1929 | Clemente Biondetti                | Bugatti       |
| 1930 | Mario Umberto Baconin Borzacchini | Alfa Romeo    |
| 1931 | Pietro Ghersi                     | Maserati      |
| 1932 | Mario Umberto Baconin Borzacchini | Alfa Romeo    |
| 1933 | Carlo Felice Trossi               | Alfa Romeo    |
| 1937 | Pietro Ghersi                     | Alfa Romeo    |
| 1938 | Nino Farina                       | Alfa Romeo    |
| 1939 | Franco Sardi                      | Lancia        |
| 1948 | Michele Sanguinetti               | Lancia        |
| 1949 | Giovanni Bracco                   | Ferrari       |
| 1950 | Felice Bonetto                    | OSCA          |
| 1952 | Piero Campanella                  | Volpini       |
| 1953 | Felice Bonetto                    | Maserati      |
| 1956 | Giorgio Scarlatti                 | Maserati      |
| 1957 | Giorgio Scarlatti                 | Maserati      |
| 1958 | Odoardo Govoni                    | Maserati      |
| 1959 | Odoardo Govoni                    | Maserati      |
| 1960 | Odoardo Govoni                    | Maserati      |
| 1961 | Lodovico Scarfiotti               | OSCA          |
| 1963 | Edoardo Lualdi                    | Ferrari       |
| 1965 | Franco Rovetta                    | Abarth        |
| 1966 | Sandro Munari                     | Lancia        |
| 1967 | Peter Schetty                     | Abarth        |